# Comuna Feldioara, Brașov
Feldioara (în germană: Marienburg, în dialectul săsesc: Marembrich, în maghiară: Barcaföldvár) este o comună în județul Brașov, Transilvania, România, formată din satele Colonia Reconstrucția, Feldioara (reședința) și Rotbav.

## Așezare geografică
Comuna Feldioara este situată la 20 km nord de Brașov și 100 km de Sighișoara, pe o colină care se desprinde din Munții Perșani și se oprește pe malul Oltului. Comuna aparține regiunii istorice Țara Bârsei și se află pe DN13 și E60.
Comuna Feldioara se învecinează:
- la nord cu comuna Măieruș,
- la est cu comunele Hăghig, (județul Covasna).
- la sud cu comuna Hălchiu,
- la vest cu comuna Crizbav

## Scurt istoric
Pe malul stîng al Oltului, în punctul numit "Cetățuia", a existat o așezare romană, probabil un castru sau castellum, de unde provin fragmente ceramice și cărămizi. Cea mai prețioasă descoperire de pe teritoriul acestei comune o reprezintă lingoul de aur, cu inscripții latine ștampilate, de 393 grame din secolul al IV-lea (provine din Imperiul Roman de Răsărit)
Prima atestare documentară a comunei Feldioara a fost în anul 1240, sub numele de  Castrum Sancte Mariae,  „Cetatea Mariei” (germ. Marienburg ), dat de Ordinul Cavalerilor Teutoni, prezenți în Țara Bârsei între 1211-1225 .

## Obiective turistice
- Cetatea Feldioarei, secolul al XIII-lea - secolul al XVII-lea, monument istoric
- Ansamblul bisericii evanghelice fortificate din Feldioara, secolul al XIII-lea - al XIX-lea, monument istoric
- Biserica „Sfântul Ioan Botezătorul” din Feldioara,  1788, monument istoric
- Monumentul studenților sași căzuți în 1612 [1912-1913], monument istoric
- Ansamblul bisericii evanghelice fortificate din satul Rotbav, construcție secolul al XIII-lea, monument istoric
- Situl arheologic de la Rotbav
- Așezare din epoca bronzului de la Feldioara
- Bălțile piscicole de la Rotbav

## Demografie
Componența etnică a comunei Feldioara
     Români (84,3%)
     Maghiari (3,6%)
     Romi (3,23%)
     Alte etnii (0,25%)
     Necunoscută (8,62%)
Componența confesională a comunei Feldioara
     Ortodocși (82,49%)
     Romano-catolici (2,71%)
     Reformați (1,95%)
     Alte religii (3,39%)
     Necunoscută (9,46%)
Conform recensământului efectuat în 2021, populația comunei Feldioara se ridică la 6.311 locuitori, în creștere față de recensământul anterior din 2011, când fuseseră înregistrați 6.154 de locuitori. Majoritatea locuitorilor sunt români (84,3%), cu minorități de maghiari (3,6%) și romi (3,23%), iar pentru 8,62% nu se cunoaște apartenența etnică. Din punct de vedere confesional, majoritatea locuitorilor sunt ortodocși (82,49%), cu minorități de romano-catolici (2,71%) și reformați (1,95%), iar pentru 9,46% nu se cunoaște apartenența confesională.

## Politică și administrație
Comuna Feldioara este administrată de un primar și un consiliu local compus din 15 consilieri. Primarul, Sorin Taus[*], de la Partidul Național Liberal, este în funcție din 2008. Începând cu alegerile locale din 2024, consiliul local are următoarea componență pe partide politice:
|  | Partid                          | Consilieri | Componența Consiliului | Componența Consiliului | Componența Consiliului | Componența Consiliului | Componența Consiliului | Componența Consiliului | Componența Consiliului | Componența Consiliului | Componența Consiliului | Componența Consiliului |
|  | ------------------------------- | ---------- | ---------------------- | ---------------------- | ---------------------- | ---------------------- | ---------------------- | ---------------------- | ---------------------- | ---------------------- | ---------------------- | ---------------------- |
|  | Partidul Național Liberal       | 10         |                        |                        |                        |                        |                        |                        |                        |                        |                        |                        |
|  | Alianța pentru Unirea Românilor | 3          |                        |                        |                        |                        |                        |                        |                        |                        |                        |                        |
|  | Partidul Social Democrat        | 2          |                        |                        |                        |                        |                        |                        |                        |                        |                        |                        |

## Primarii comunei
- 1996[9] - 2000 - Cioacă Ioan, de la CDR
- 2000[10] - 2004 - Cioacă Ioan, de la CDR
- 2004[11] - 2008 - Cioacă Ioan, de la PSD

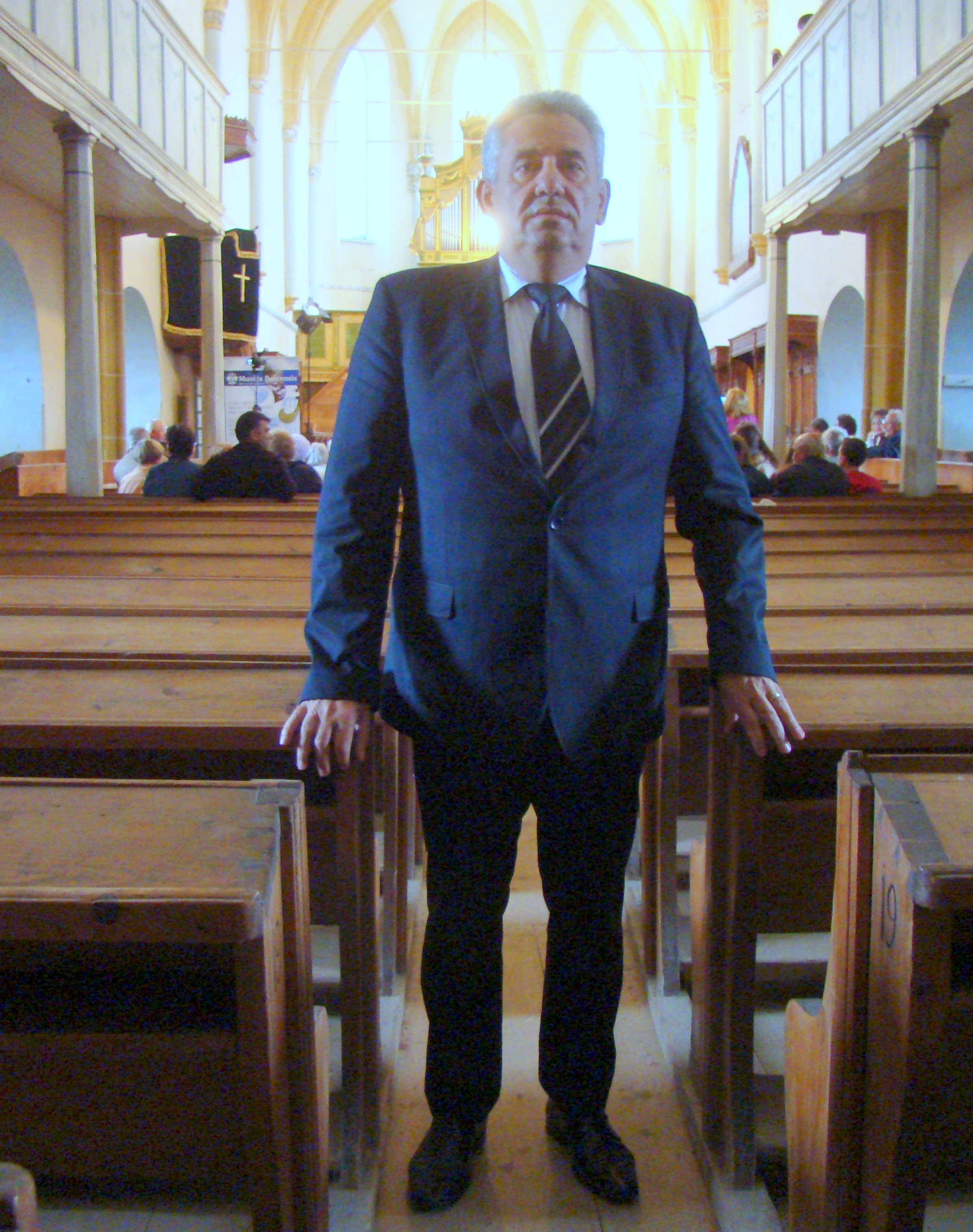
Primarul în funcție al comunei Feldioara, Sorin Tăuș

- 2008[12] - 2012 - Tăuș Sorin, de la PNL
- 2012[13] - 2016 - Tăuș Sorin, de la USL
- 2016[14] - 2020 - Tăuș Sorin, de la PNL
- 2020[15] - 2024 - Tăuș Sorin, de la PNL